# Porzellanfabrik Langenthal
Die Porzellanfabrik Langenthal (abgekürzt «Porzi») wurde 1906 in Langenthal im bernischen Oberaargau durch den Unternehmer Arnold Spychiger gegründet. Nach einem Brand 1908 wurde sie wiederaufgebaut. Das erste Geschirr wurde am 17. Januar 1908 dem Brennofen entnommen. Die Fabrik stellte Porzellan für Hotel, Gastronomie und Haushalt her. Zwischenzeitlich gehörte auch die Fertigung von Elektroporzellan (ab 1920) zu den Tätigkeiten der Firma. In den 1990er Jahren wurde die Produktion in die Tschechische Republik verlagert. 

## Geschichte

Luftbild von Walter Mittelholzer (1934)

In den 1980er Jahren schwankte die Zahl der Beschäftigten zwischen 800 und 1'500. Seit 1988 ist Langenthal Teil der Keramik Holding Laufen, die ein breites Keramik-Sortiment in Europa, Nord- und Südamerika und Asien produzierte (Grob- und Sanitärkeramik, Fliesen, keramische Bodenbeläge und Tischware).
Das Sortiment der «Porzi» beinhaltete Mitte der 1990er Jahre auch «Komplettlösungen» (Geschirr und Tablett auf Wagen mit Warmhaltesystem, mit spezieller Geschirrbeschichtung, die das Warmhalten durch Induktion ermöglichte). Die Langenthal-Gruppe wollte sich damals auch zu einem Dienstleistungsunternehmen entwickeln, um mit Partnerunternehmen einen «Komplettservice», den gesamten «gedeckten Tisch» anbieten zu können (Geschirr mit kundenspezifischen Dekorationen, Besteck, Gläsern, Servier- und Warmhaltesysteme).
Seit Anfang der 1990er Jahre war die Zukunft der Porzellanfabrik bedroht – zu den Überkapazitäten der Porzellanproduktion in Asien kamen die osteuropäischen hinzu. Die Produktion wurde schrittweise 1995, 1997 und 1998 in Langenthal geschlossen und nach Karlsbad (Karlovy Vary) in Tschechien verlegt. Bald wurde die «Porzi» als unrentabler Teil der breit gefächerten Keramik Laufen-Gruppe – die ihrerseits mit Problemen kämpfte – geschlossen.
Vor Schliessung der Produktion in Langenthal waren dort 300 Mitarbeiter beschäftigt – von insgesamt rund 1'000 Personen der Langenthal-Gruppe, mit weiteren Standorten in Tschechien («Hotelový porcelán»), Frankreich («Pillivuyt»), Österreich («ÖSPAG») und Italien («Metallurgiche Balzano»). In Langenthal befanden sich danach die Geschäftsleitung der Gruppe und die Bereiche Logistik, Design sowie ein Teil der Produktion.
Ein Management-Buyout, vollzogen 1997, rettete die traditionsreiche Firma für kurze Zeit. Missmanagement und die unbewältigte Produktionsverlegung nach Karlsbad, mit unbewältigter Übernahme der vormals «volkseigenen» Hotelový porcelán führten 2001 zum Konkurs/Nachlass.
2002/2003 folgte die Übernahme aller Konkurs-/Nachlass-Teile, also auch der «Porzi», der Marke «Langenthal» und aller ihrer Marken, durch die Inhaber der tschechischen G. Benedikt-Gruppe. Der 1963 von Langenthal gekaufte Aktienanteil der Firma Pillivuyt wurde 2002 von der Familie des Gründers zurückgekauft.
Ende 2006 beschäftigte die Firma in der Schweiz noch rund 30 Mitarbeiter, Ende 2005 noch 20. Die Produktion der unbemalten Weissware erfolgt im tschechischen Produktionsbetrieb der Mutterfirma in Karlsbad-Dvory. 2008 lagerte die Firma die Dekoration ebenfalls zur Besitzerfirma in Karlsbad aus, so dass keine Produktion mehr in der Schweiz stattfindet. 2016 wurde die Designabteilung geschlossen. Neue Formen und Designs stammen seither aus dem Mutterkonzern in Karlsbad. Seit 2018 ist die Unternehmung ein reiner Handelsbetrieb mit 13 Mitarbeitenden. 
Die Produkte tragen als Erkennungszeichen das Signet «Suisse Langenthal» mit dem Stadtwappen von Langenthal. Zum Produktsortiment gehört nebst dem klassischen Weissporzellan seit 1993 die Serie «Bopla!» (Kunstname nach dem französischen «beau plat») mit ausgefallenen bunten Dekoren.